# Louis-Frédéric Rouquette
Pour les articles homonymes, voir Rouquette.
Œuvres principales
Le Grand Silence blanc (1920)
Louis-Frédéric Rouquette, né à Montpellier le 19 août 1884 et mort à Paris le 10 mai 1926, est un écrivain-voyageur français. Il a été considéré comme un Jack London d'expression française avant d'être quelque peu oublié.

## Les débuts
Louis-Frédéric Rouquette est né le 19 août 1884 à Montpellier où son père, issu d'une famille de médecins de campagne, siège au conseil municipal de 1894 à 1897, puis au conseil d'arrondissement de 1901 à 1907, après s'être lui-même essayé à l'écriture romanesque . L'élève de l'école municipale des Beaux-Arts publie des plaquettes de vers en 1901 et 1902. Il fait ses débuts dans le journalisme à l'édition héraultaise du quotidien toulousain La Dépêche du Midi et dans des publications locales comme L'Étudiant et La Vie montpelliéraine et régionale.
Marié en 1904, il poursuit ses tentatives littéraires en faisant créer en 1907, une pièce de théâtre à Lamalou-les-Bains. L'installation du couple dans la capitale en juin 1908 impose au jeune homme la recherche de divers moyens d'existence : le secrétaire de l'écrivain et ancien parlementaire Vigné d'Octon, et surtout des députés Barthe et Razimbaud, est occasionnellement peintre en bâtiment. La précarité ne l'empêche pas de continuer à écrire et de publier en 1912, une scène dramatique en vers, Jour de paye, et une évocation érotique de l'Antiquité grecque, Les Phalliques.
Réformé par l'armée, le candidat malheureux du printemps 1914 à la députation de la Seine, est nommé par le Quai d'Orsay, secrétaire du commissariat général chargé d'organiser la participation française à l'Exposition universelle de 1915 à San Francisco, une tâche qui prend dans le contexte de la guerre, une portée patriotique particulière. Le séjour californien lui fait-il connaître l’œuvre de l'écrivain Jack London qui vit alors dans son ranch au nord de San Francisco, tout en créant un contact indirect avec l'Alaska et le Grand Nord canadien, futures sources majeures d'inspiration du romancier ?

## La notoriété
Les premiers romans sont pourtant d'une autre veine puisque le cadre de La Cité des vieilles (1918) est délimité par Montpellier, Loupian, le village d'origine des Rouquette, et les Cévennes. Le lecteur que Notre-Dame-des-Voluptés-sans-nombre (1919) et Chère petite chose (1921) n'éloignent pas de la France, est entraîné loin du présent par l'anticipation de L'Homme qui vint (1921). Mais le succès du Grand silence blanc (1920, avec de nombreuses rééditions chez Ferenczi) rattache l'auteur au créateur de Croc-Blanc Jack London et ouvre la série des "Romans de ma vie errante" : Les Oiseaux de tempête - Roman des mers australes (1922) et La Bête errante - Roman vécu du Grand Nord canadien  qui raconte la quête de l'or en Alaska, l'amour malheureux puis le bonheur retrouvé dans le Grand Nord canadien avec un nouvel amour. Le roman aux valeurs « positives » sera adapté au cinéma sous le même titre en 1931 par Marco de Gastyne . L'Île d'enfer (1925) est le récit authentique de la traversée en 1922 de l'Islande, une expédition dans la nature brute.
La réussite littéraire procure des fonctions officielles. Attaché depuis 1921 au cabinet du sous-secrétaire d'État aux PTT, Paul Laffont, Rouquette, chevalier de la Légion d'honneur le 23 février 1924, est chargé de mission au Canada, où il remet le 13 mars 1925, la même décoration à Émile Grouard, vicaire apostolique d'Athabasca-Mackenzie . Les contacts que le divorcé de 1923, remarié en 1924, établit ainsi avec les missionnaires, sont à l'origine de L'Épopée blanche (1926) qui exalte l'œuvre d'évangélisation des Oblats de Marie-Immaculée (O.M.I.). Cette dernière parution du vivant de l'auteur reste fidèle aux milieux arctiques, cadre d'un livre pour adolescents publié en 1925 (ou 1922?), Les Aventures du môme Roudoudou. Le secret du pôle. 
Avant de mourir à 41 ans le 10 mai 1926 des suites d'une opération de l’appendicite, l'écrivain a pourtant encore le temps d'achever, le mois précédent, un hommage à Loupian, La Chanson du pays - Roman de la terre d'oc (1928).
Ses amis associent récits et tableaux discontinus à un roman inachevé, dans un dernier ouvrage, La Bête bleue (suivi de la Grand’route du pôle), avec une préface de Claude Farrère, qui, comme André Lichtenberger, a donné des souvenirs à l'entreprise collective, "En mémoire de Louis-Frédéric Rouquette (1884-1926)" où l'on trouve aussi des articles et lettres d'André Billy, Henri de Régnier.

## Ouvrages publiés
Louis-Frédéric Rouquette est l'auteur d'une vingtaine de publications, les ouvrages proprement littéraires de la maturité ayant paru pour la plupart dans les collections populaires Ferenczi. 
- 1912 : Les Phalliques
- 1915 : La France aux États-Unis. Comment concurrencer le commerce allemand
- 1916 : La Propagande germanique aux États-Unis
- 1917 : L'Organisation de notre marine marchande et notre expansion économique
- 1917 : Exposition universelle et internationale de San Francisco 1915. Panama pacific international exposition. Rapport général de la section française par G. Roger Sandoz et Louis Rouquette
- 1919 : La Pologne et nous. L'amitié polonaise dans notre littérature
- 1919 : Notre-Dame-des-Voluptés-sans-nombre
- 1920 : La Cité des vieilles
- 1921 : Chère petite chose
- 1921 : L'Homme qui vint
- 1921 : Le Grand Silence blanc - Roman vécu d'Alaska (traduit en américain en 1930, The Great White Silence)
- 1922 ? - 1925 : Les Aventures du môme Roudoudou - Le Secret du Pôle
- 1922 : Les Oiseaux de tempête - Roman vécu des mers australes
- 1923 : La Bête errante - Roman vécu du Grand Nord canadien
- 1925 : L'Île d'enfer
- 1926 : L’Épopée Blanche
- 1927 (posthume) :  La Chanson du pays : roman de la terre d'oc
- 1928 (posthume) : La Bête bleue suivie de La Grand'route du pôle
- 1930 (posthume) : La Bête errante, orné de lithographies de Georges Tcherkessof

## Sources et bibliographie
- Roland Andréani, Un Languedocien, romancier de la mer et des terres lointaines : Louis-Frédéric Rouquette (1884-1926) dans

Gérard Cholvy et Jean Rieucau (dir.), Le Languedoc, le Roussillon et la mer, tome 1, L'Harmattan, 1992, p. 297-304.